# Shangtian (köpinghuvudort i Kina, Zhejiang Sheng, lat 29,62, long 121,41)
Shangtian (kinesiska: 尚田, 尚田镇) är en köpinghuvudort i Kina. Den ligger i provinsen Zhejiang, i den östra delen av landet, omkring 140 kilometer sydost om provinshuvudstaden Hangzhou. Antalet invånare är 32 669. Befolkningen består av 15 887 kvinnor och 16 782 män. Barn under 15 år utgör 10,0 %, vuxna 15-64 år 75 %, och äldre över 65 år 13,0 %.
Runt Shangtian är det tätbefolkat, med 266 invånare per kvadratkilometer. Närmaste större samhälle är Jinping, 5,1 km norr om Shangtian. I omgivningarna runt Shangtian växer i huvudsak blandskog.
Genomsnittlig årsnederbörd är 1 996 millimeter. Den regnigaste månaden är juni, med i genomsnitt 338 mm nederbörd, och den torraste är januari, med 70 mm nederbörd.